# Frognerparken
Frogner Park (in norvegese: Frognerparken) è un parco pubblico situato nell'omonimo distretto di Oslo, la capitale norvegese, ed è storicamente parte del maniero di Frogner. La casa padronale si trova a sud del parco e ospita il Museo della città di Oslo. Sia il parco che l'intero quartiere di Frogner e Frognerseteren prendono il nome da Frogner Manor.
Frogner Park contiene, nel suo centro attuale, l'installazione di Vigeland (norvegese: Vigelandsanlegget; originariamente chiamata installazione di Tørtberg), un'installazione di scultura permanente creata da Gustav Vigeland tra il 1924 e il 1943. Anche se a volte indicato in inglese come "Parco Vigeland", l'installazione di Vigeland non è un parco separato, ma il nome delle sculture all'interno di Frogner Park. Il parco delle sculture comprende sculture e strutture più grandi come ponti e fontane.
Il parco di Frogner Manor era storicamente più piccolo e incentrato sulla casa padronale, ed è stato progettato come parco barocco nel XVIII secolo dal suo proprietario, il noto ufficiale militare Hans Jacob Scheel. Fu progettato come un parco romantico nel XIX secolo dall'allora proprietario, industriale tedesco Benjamin Wegner. Gran parte della tenuta fu venduta per dare spazio all'espansione della città nel XIX secolo e la restante proprietà fu acquistata dal comune di Christiania nel 1896 e trasformata in un parco pubblico. Fu il sito dell'Esposizione del Giubileo del 1914 e la composizione scultorea di Vigeland fu costruita dagli anni '20. Oltre al parco delle sculture, alla casa padronale e al padiglione vicino, il parco contiene anche Frognerbadet (i bagni di Frogner) e lo stadio Frogner. Lo stagno di Frogner si trova al centro del parco.
Frogner Park è il parco più grande della città e copre 45 ettari; l'installazione di sculture è il più grande parco di sculture del mondo realizzato da un singolo artista. Frogner Park è l'attrazione turistica più popolare della Norvegia, con tra 1 e 2 milioni di visitatori ogni anno ed è sempre aperta al pubblico. Frogner Park e l'installazione di Vigeland (norvegese: Frognerparken og Vigelandsanlegget) sono state protette ai sensi della Heritage Act il 13 febbraio 2009 come primo parco in Norvegia.
Frognerparken (Parco Frogner) è il parco pubblico più grande di Oslo. Al suo interno si trova il famoso Parco di Vigeland, un'area dedicata all'esposizione permanente di oltre duecento sculture e altre opere dell'artista norvegese Gustav Vigeland.
Lo stadio che si trova al suo interno è il campo casalingo degli Oslo Vikings e ha ospitato diverse edizioni della NM-Finale, la finale del campionato norvegese di football americano.

## Football americano
| Oslo 5 luglio 2015 XXX NM-finale | Eidsvoll 1814's | 18 – 40 (7-6 3-0 0-27 8-7) referto | Lura Bulls | Frogner Stadion |